# 康祐碩
康 祐碩（カン・ウソク、강우석、1960年11月10日 - ）は、韓国の映画監督、脚本家、プロデューサー。シネマ・サービス代表、カン・ウソク  シネマ・アカデミー代表。慶尚北道慶州市出身。映画監督としての代表作は『シルミド』、『韓半島 -HANBANDO-』ほか。『シルミド』は韓国で1000万人以上を観客動員し、2003年当時、韓国の観客動員数歴代1位を記録した。

## 略歴
- 成均館大学校 英語英文科 中退
- 1983年『愛馬夫人2』監督 チョン・インヨン（정인엽）（原題：애마부인2） - 演出部として初参加
- 1986年『踊る娘』監督 ノ・ジェハン （노세한）（原題：춤추는 딸）- 初脚本担当
- 1988年『甘い花嫁たち』（原題：달콤한 신부들） - 初監督作品
- 1992年『ミスターマンマ』（原題：미스터 맘마） - 初プロデューサー（兼 監督）作品
- 1993年 カン・ウソク プロダクション（강우석 프로덕션）を設立 （映画製作および配給業）
- 1995年 シネマ・サービス（시네마서비스）に社名を変更
- 2005年 5月 シネマ・サービス - 自己の映画製作に専念するため、会社経営から一時離脱
- 2006年 12月 シネマ・サービス - 経営改善のため、経営者として復帰
- 2008年 シネマ・サービス - 組織の大幅な構造改革に着手

## フィルモグラフィ

### 監督
- 『甘い花嫁たち』（原題：달콤한 신부들）（1988年）
- 『幸せは成績順位ではないでしょう』（原題：행복은 성적순이 아니잖아요）（1989年）
- 『私は日々立ち上がる』（原題：나는 날마다 일어선다）（1990年）
- 『十九歳、絶望の果てで歌うひとつの愛の歌』（原題：열아홉 절망 끝에 부르는 하나의 사랑노래）（1991年）
- 『誰が竜の足の爪を見たのか』（原題：누가 용의 발톱을 보았는가）（1991年）
- 『二十歳まで生きていたい』（原題：스무살까지만 살고 싶어요）（1991年）
- 『ミスターマンマ』（原題：미스터 맘마）（1992年）
- 『ツー・コップス』（原題：투캅스）（1993年）
- 『女房殺し』（原題：마누라 죽이기）（1994年）
- 『ママに恋人ができました』（原題：엄마에게 애인이 생겼어요）（1995年）
- 『ビールが恋人よりいい七つの理由』（原題：맥주가 애인보다 좋은 7가지 이유）（1996年）
- 『ツー・コップス2』（原題：투캅스2）（1996年）
- 『ホリデーイン・ソウル』（原題：홀리데이 인 서울）（1997年）
- 『生寡婦慰謝料請求訴訟』（原題：생과부 위자료 청구소송）（1998年）
- 『公共の敵』（原題：공공의 적）（2002年）
- 『シルミド』（原題：실미도）（2003年）
- 『公共の敵2 あらたなる闘い』（原題：공공의 적2）（2005年）
- 『韓半島 -HANBANDO-』（原題：한반도）（2006年）
- 『カン・チョルジュン 公共の敵1-1』（原題：강철중: 공공의 적1－1）（2008年）
- 『黒く濁る村』（原題：이끼）（2010年）
- 『ホームランが聞こえた夏』（原題：글러브）（2010年）
- 『フィスト・オブ・レジェンド』（2013年）
- 『古山子 王朝に背いた男』（2016年）

### 製作
- 『ガン&トークス』（2001年）
- 『お熱いのがお好き』（2008年）

### 製作総指揮
- 『ARAHAN/アラハン』（2004年）
- 『彼とわたしの漂流日記』（2009年）

### 企画
- 『彼女を信じないでください』（2004年）

## 受賞歴
青龍映画賞
- 第25回（2004年）監督賞 『シルミド』

百想芸術大賞
- 第45回（2009年）映画部門 大賞『カン・チョルジュン 公共の敵1-1』
- 第40回（2004年）映画部門 大賞『シルミド』
- 第30回（1994年）映画部門 大賞『ツー・コップス』

利川春史大賞映画祭
- 第18回（2010年）最優秀作品賞、監督賞（その他、5部門受賞）『黒く濁る村』
- 第14回（2006年）監督賞『韓半島 -HANBANDO-』
- 第14回（2006年）最優秀作品賞『韓半島 -HANBANDO-』
- 第12回（2004年）審査委員特別賞『シルミド』

黄金撮影賞
- 第17回（1993年）監督賞『ミスターマンマ』

## 『韓半島 -HANBANDO-』問題
韓国で2006年7月に公開された映画『韓半島 -HANBANDO-』は、日本で波紋を呼んだ。共同通信は「行きすぎた反日と愛国心に訴え、議論が広がっている」、読売新聞は「日本が悪役に登場する『韓半島』の興行が注目されている」と報じた。また西日本新聞は2006年7月17日に「大ヒット！？究極の反日映画　『韓半島』にドッと観客　日韓武力衝突シーンが話題」なる見出しの記事を掲載した。映画が日本未公開であったにもかかわらず、日本テレビの報道番組『真相報道 バンキシャ!』や読売テレビの『たかじんのそこまで言って委員会』等でも取り上げられた。
なお同作は、日本では劇場公開されず、2011年11月2日にDVDが発売された。